# Deadly Premonition
Deadly Premonition (también conocido como Red Seeds Profile (レッドシーズプロファイル?) en Japón y Rainy Woods durante su primera etapa de desarrollo) es un videojuego de terror para las consolas Xbox 360 y PlayStation 3, perteneciente al género survival horror en mundo abierto.
Fue desarrollado por Access Games, y publicado por Rising Star Games en Europa y Marvelous Entertainment en Estados Unidos. En Europa se lanzó el 29 de octubre de 2010, pero anteriormente fue lanzado en Estados Unidos el 23 de febrero de 2010 y en Japón el 11 de marzo de 2010. Las versiones japonesas para PlayStation 3 y Xbox 360 se lanzaron el mismo día, siendo en ese momento la versión japonesa la única que existía para PlayStation 3. Más tarde, en 2013, se lanzó una nueva edición exclusiva para Playstation 3 en Europa y Estados Unidos llamada Deadly Premonition Director's Cut, que incluía mejoras gráficas y jugables, así como contenido adicional.
El juego destaca por introducir al género survival horror ligeros toques de humor, y un mundo abierto donde cada personaje que aparece tiene su propia rutina según la hora del día. El juego está inspirado y contiene numerosas referencias a la serie de culto Twin Peaks.

## Argumento
El juego da la oportunidad de controlar a un agente del FBI llamado Francis York Morgan, el cual tiene la misión de investigar la muerte de una chica llamada Anna Graham, en un pequeño pueblo ficticio al noroeste de Estados Unidos, llamado Greenvale. 
Una vez que llega al pueblo el agente York se encuentra con George Woodman el sheriff del pueblo, y Emily Wyatt su ayudante, los cuales le informan sobre el asesinato y le llevan al lugar del bosque donde apareció el cuerpo sin vida de la joven.
La extraña actitud de York, generará en un principio mala impresión a los lugareños, por la costumbre de interrumpir conversaciones y empezar monólogos con su otro yo, un ser llamado "Zach", del cual más adelante se conocerá su significado. Por otro lado tendrá la oportunidad de conocerles y ayudarles en sus problemas.
Durante el curso de la investigación, el agente York presenciará extraños asesinatos, mientras va recogiendo pistas y lucha por sobrevivir durante extraños sueños, en los cuales aparecen monstruos y un misterioso ser ataviado con un chubasquero rojo y un hacha, que desea acabar con su vida.

## Jugabilidad

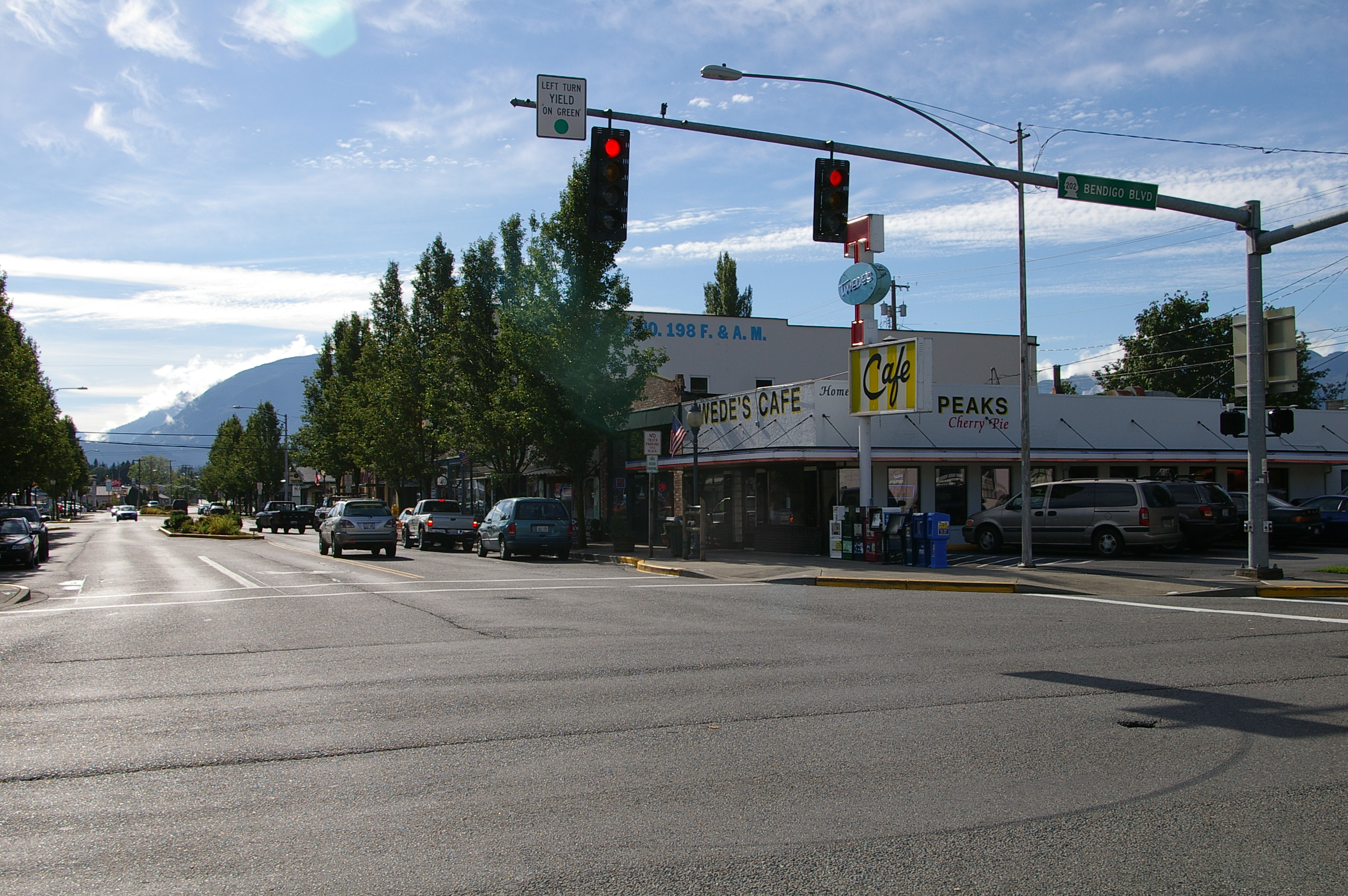
A&G Dinner, la cafetería que aparece en Deadly Premonition está inspirada en Twede's Cafe, famosa por aparecer en la serie de televisión Twin Peaks.

La cámara ofrece una vista en tercera persona del personaje, y durante los viajes en coche se puede usar la vista en primera o tercera persona. El juego al ser ambientado en un mundo abierto, da la libertad al jugador de explorar los diferentes lugares de Greenvale y elegir en que actividades participar, mientras sigue la trama principal, que es obligatoria y necesaria para acabar el juego. Para desplazarse por el pueblo y alrededores lo podrá hacer a pie o con coches, los cuales consumen gasolina y sufren daños, y por ello pueden quedar inservibles; además es posible usar en ellos los  limpiaparabrisas, luces intermitentes y faros. Por otra parte se deberá controlar el sueño y el hambre, descansado y comiendo en periodos regulares; también será necesario controlar la higiene mediante cambio de ropa y afeitado, o se sufrirá penalizaciones en la puntuación.
El juego tiene ciclos día-noche y cambios climatológicos, los cuales hacen que la experiencia en el pueblo cambie. El tiempo pasa a un tercio del tiempo real, por lo que un día en el juego, durante la exploración libre por el mapa, equivale a ocho horas en la vida real. El tiempo podrá ser saltado haciendo que York fume cigarros. Los establecimientos del Greenvale tienen unos horarios en los cuales están abiertos, y solo se podrán visitar y usar sus servicios durante esas horas. Todos los habitantes siguen una rutina y se les puede ver viajando a través del mapa para desplazarse a los sitios, también pueden ser espiados a través de las ventanas. A veces los habitantes ofrecen misiones secundarias, que son recompensadas con información acerca del pueblo, objetos o descuentos en sus negocios. Por el pueblo se encuentran dispersos cromos que dan información acerca de personas, animales y cosas de Greenvale.
Durante los momentos en el que el juego se convierte en un survival horror de acción y el combate gana protagonismo, el agente York cuenta con armas cuerpo a cuerpo (por ejemplo cuchillos, barras de hierro, palos de golf) y de fuego (como pistolas, subfusiles o escopetas), con las que puede librarse de sus enemigos. Para disparar con un arma de fuego, el jugador debe detenerse y apuntar con una especie de láser (una similitud de puntería a Resident Evil 4). Algunos enemigos portan armas y otros no, la mayoría son lentos pero pueden teletransportarse pudiendo atacar por sorpresa. A veces para esquivar o deshacerse de un enemigo, el jugador deberá hacer frente pulsando los botones que se le indiquen o mover el stick analógico rápidamente de izquierda a derecha. Además de luchar, durante las etapas de acción, el protagonista encontrará pruebas con las que podrá reconstruir sucesos anteriores, gracias a sus dotes de investigador, creando lo que él llama "perfiles".

## Desarrollo

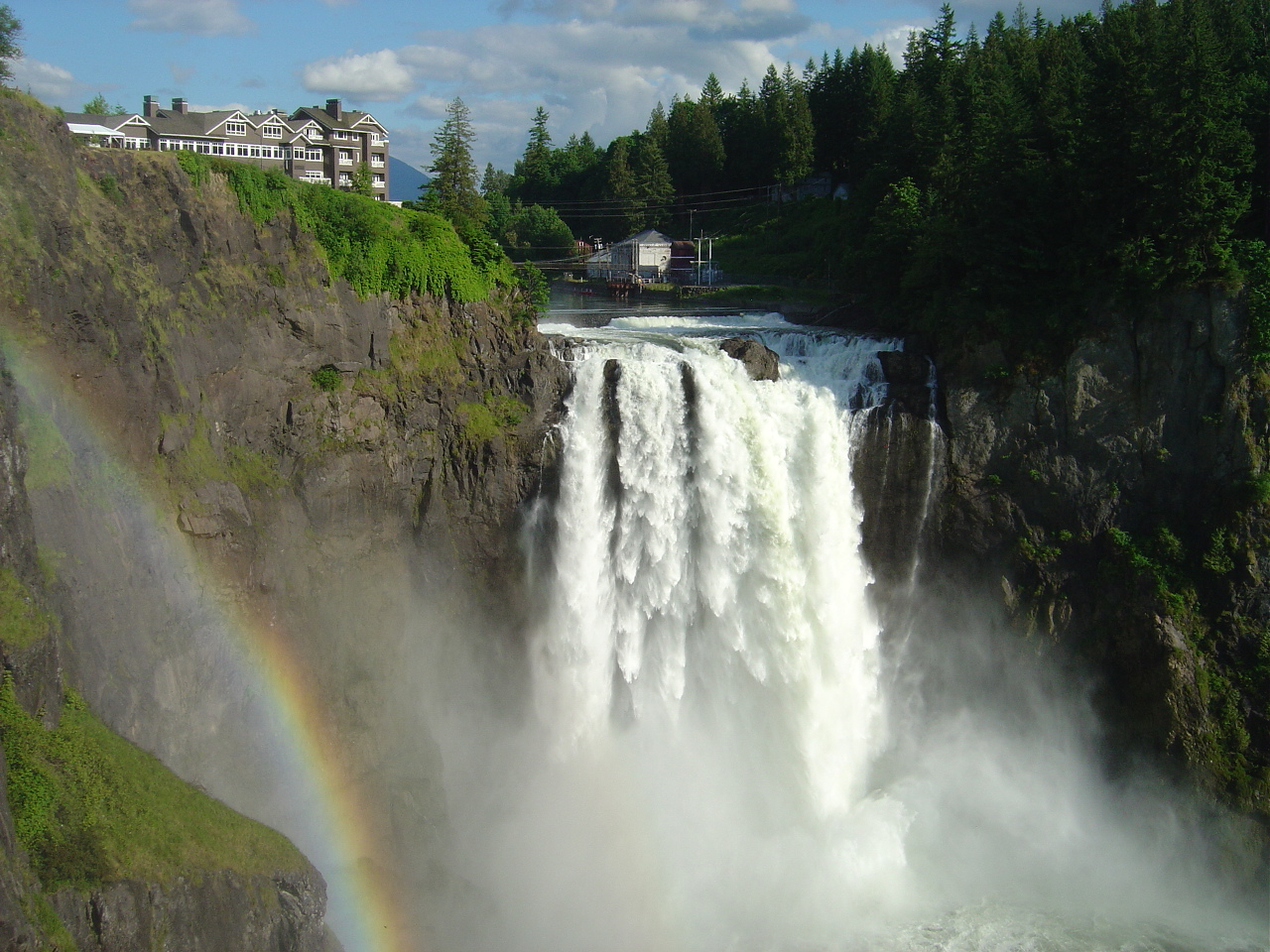
En la habitación del hotel donde duerme el agente York, existe un cuadro donde aparecen Snoqualmie Falls.

Durante el Tokyo Game Show de 2007, el juego fue presentado con el nombre Rainy Woods. Por aquel entonces varios editores de páginas web relacionadas con el mundo de los  videojuegos encontraron muchas similitudes con la serie de televisión norteamericana llamada Twin Peaks. Esta comparación hizo a los desarrolladores cambiar el rumbo del proyecto para que el juego no se pareciera tanto a la serie. Por esa razón se comunicó a los medios que sería retrasado el lanzamiento del juego a finales de 2009 o incluso a 2010, según un representante de la compañía durante julio de 2008. Las voces usadas en los personajes de Rainy Woods fueron otra vez grabadas al introducir nuevos cambios en la historia y en el protagonista de Deadly Premonition. La voz de Francis York Morgan pertenece a Jeff Kramer, conocido por aparecer su voz en otros videojuegos, como por ejemplo Seaman, para la videoconsola Sega Dreamcast. Otras cambios durante el desarrollo fue la introducción de fases de acción durante la aventura, por petición del productor para hacer el título más comercial, cuando la idea en principio es que el personaje se limitara a intentar escapar.
Deadly Premonition en un principio iba a ser lanzado en PlayStation 2. Cuando se decidió que el juego sería lanzado en consolas de nueva generación, el equipo de desarrollo no tenía conocimientos necesarios para el trabajo en las nuevas plataformas, lo que ralentizó el trabajo. Tuvieron problemas con la gestión de la CPU y la memoria RAM, el  motor de físicas y el sonido. Creyeron que la cantidad de memoria RAM sería suficientemente elevada para cumplir los objetivos técnicos que tenían marcados, esto provocó problemas en efectos del agua, efectos dinámicos y en sombras. Para recrear un mundo que pareciera afectados por físicas se usó el motor PhysX de Nvidia, lo que creó problemas cuando se quería provocar un comportamiento físico alterado. En el sonido tuvieron problemas al crear efecto envolvente, a causa de la poca calidad de las fuentes de música y sonido, y a que no tenían personal especializado en el tema.

## Lanzamiento
El juego fue lanzado en Estados Unidos el 23 de febrero de 2010 de forma exclusiva para Xbox 360, por un precio reducido de 19.99 $. Posteriormente se lanzó en Japón para las consolas Xbox 360 y PlayStation 3, siendo exclusiva de aquel país la versión de la consola de Sony (no fue lanzado en occidente). 
La versión europea fue confirmada en agosto de 2010 y lanzada por Rising Star Games el 29 de octubre del mismo año, a un precio de 29,99 €. Los subtítulos del juego fueron traducidos al español, inglés, francés, italiano y alemán.

### Director's Cut
El 8 de marzo de 2012, se presentó Deadly Premonition: The Director's Cut en exclusiva para PlayStation 3, siendo desarrollado por ToyBox Inc. y publicado por Rising Star Games en Estados Unidos y Europa. El título fue lanzado en abril de 2013.
Esta edición cuenta con controles mejorados, 3D estereoscópico, gráficos en alta definición, soporte para PS Move, contenido descargable incluyendo recompensas por reserva, escenarios adicionales y final extendido.

## Recepción
Deadly Premonition ha recibido una gran variedad de críticas, algunas de las cuales elogian su argumento y su mundo abierto, y otras que critican su pobre apartado técnico o su tosco sistema de control. Ha recibido una media de 70% de GameRankings y 68 sobre 100 de Metacritic. Es un juego con gran división de opiniones, entre las críticas negativas se encuentran las puntuaciones de 2 sobre 10 de IGN US (posteriormente 7,5 sobre 10 de IGN UK), 3,5 sobre 10 de 3djuegos o 4 sobre 10 de Vandal; entre las positivas destacan un 10 sobre 10 de Destructoid, una B de 1UP, un 8 sobre 10 de GamesTM o un 7,75 de Game Informer.
Gamasutra dio a conocer que Deadly Premonition lideró las ventas de videojuegos para la consola Xbox 360 en Estados Unidos, durante la segunda semana de abril, con datos tomados el 8 de abril de 2010.
Deadly Premonition ha sido considerado un videojuego de culto por mucha gente, por ejemplo Gamasutra le otorgó el premio "Best Cult Game".

## Nota
- Esta obra contiene una traducción  derivada de «Deadly Premonition» de Wikipedia en inglés, publicada por sus editores bajo la Licencia de documentación libre de GNU y la Licencia Creative Commons Atribución-CompartirIgual 4.0 Internacional.

- Datos: Q1180940